# Iatrogenia
La iatrogenia (popularizada como yatrogenia) es un daño no deseado ni buscado en la salud, causado o provocado, como efecto secundario inevitable, por un acto médico legítimo y avalado, destinado a curar o mejorar una patología determinada. Deriva de la palabra yatrogénesis que tiene por significado literal ‘provocado por el médico o sanador’ (ἰατρός iatros significa ‘médico’ en griego, y -γένεια -genia: ‘crear’). Puede ser producido por una droga o medicamento o un procedimiento médico o quirúrgico, recetado o realizado por algún profesional vinculado a las ciencias de la salud, ya sea médico, terapeuta, psicólogo, farmacéutico, enfermero, dentista, matrón, etcétera, efectuados dentro una indicación correcta, llevados a cabo con pericia, prudencia y diligencia.

## Descripción
Algunos ejemplos son la flebitis postcatéter, la infección urinaria leve después de un sondaje vesical, la flebitis de las piernas después de la extirpación de un apéndice gangrenado, etc.[cita requerida]
Desde un punto de vista sociológico hay tres tipos de yatrogenia: clínica, social y cultural.

## Historia
Desde los albores de la civilización se han conocido los daños que pueden provocar las acciones de los médicos. Los párrafos 218, 219 y 220 del Código de Hammurabi, grabado hace casi cuatro mil años, manifiestan los conocimientos que la sociedad civil utilizaba en la antigua Mesopotamia para defenderse frente a supuestos errores, temeridades y negligencias de los médicos.
Un milenio y medio más tarde Hipócrates recomendaba en la sección undécima del libro primero de las Epidemias: Ayudar o por lo menos no dañar ("Ofeleein i mi vlaptein", en el original griego). Esta frase inspiró el conocido aforismo latino "Primum non nocere" atribuido a Galeno.[cita requerida]
La norma clásica de “ante todo no hacer daño” (primum non nocere) es una de las bases de la ética médica, y las enfermedades o muertes yatrogénicas provocadas voluntariamente por el médico o por negligencia han sido castigadas por la justicia en muchas culturas.[cita requerida]
La transferencia de bacterias patógenas desde las salas de autopsia de los hospitales a las salas de maternidad llegó a provocar altísima mortalidad por sepsis puerperal (o fiebre puerperal) en las maternidades hospitalarias en los albores del siglo XIX, y fue una de las catástrofes yatrogénicas de la época. La forma de infección fue identificada por Ignacio Felipe Semmelweis que simplemente lavándose las manos con un concentrado desinfectante redujo la mortalidad.[cita requerida]
La yatrogenia todavía tiene una alta incidencia en el siglo XXI aunque se pretendió que con el desarrollo de la medicina científica (también llamada biomedicina), supuestamente se podía esperar que los casos de enfermedades o muertes yatrogénicos se redujeran considerablemente o desaparecieran siendo fácilmente evitables. Se dijo que con el descubrimiento de los antisépticos, anestesia, antibióticos y nuevas técnicas quirúrgicas, la mortalidad yatrogénica disminuiría enormemente. No obstante, a modo de ejemplo, la yatrogenia es la tercera causa de muerte en Estados Unidos según estudios recientes. [cita requerida]

### No es iatrogenia
- La mala praxis, comprendiendo los actos culposos.
- El dolo.
- Tortura aplicada por médicos.
- Experimentación médica no ética.
- Las consecuencias del incumplimiento o abandono de un tratamiento por parte del paciente, o del familiar que lo administra.

[cita requerida]

## Significado
Se confunde su etimología con su significado, lo cual es absolutamente incorrecto, pues la palabra yatrogenia sirve para definir aquel daño que resulta inherente a la aplicación de un tratamiento, con independencia de quien lo administra o prescribe.

## Ejemplos
- Un tratamiento farmacológico. La tuberculosis es una enfermedad infecciosa que se trata con cierto tipo de antibióticos; como la estreptomicina, fármaco que se administra por vía parenteral (se inyecta) y que tiene un efecto propio y absolutamente ligado a su estructura química, que consiste en ser tóxico para el oído interno. Pero como es uno de los antibióticos que han demostrado acción efectiva contra el bacilo de la tuberculosis, se sigue utilizado todavía, pues, ante el riesgo de muerte por tuberculosis, la toxicidad de la estreptomicina sobre el oído, es un mal de diferente envergadura.
- Un tratamiento quirúrgico. Si una persona sufre una parálisis de los músculos de la oposición del pulgar, junto con los de la prehensión digital, muchas veces se recurre a técnicas quirúrgicas denominadas de "transferencia tendinosa", en las cuales se utiliza un músculo activo con su tendón, desinsertándolo de su anclaje distal y transfiriendo este "cabo suelto" a la región anatómica correspondiente a la parte afectada por la parálisis, para devolverle su función. Estas transferencias tendinosas por supuesto que anulan el movimiento original del tendón transferido, lo cual es un daño en sí, pero que se realiza para devolver al paciente una función más importante para su vida, como es la oposición del pulgar, imprescindible para la alimentación, la escritura, el trabajo, la higiene personal y casi toda actividad imaginable.[cita requerida]

También deberíamos considerar aquí el caso de la amputación de un miembro gangrenado.
Entonces, debemos entender en su cabal y real dimensión la yatrogenia, que es un efecto insoslayable de la propia terapia que se aplica y que resulta inevitable ya que, como todo acto humano, tiene consecuencias, unas positivas, otras negativas. Es importante la consideración de todas ellas en la administración de los tratamientos de cualquier tipo, ya que es allí donde radica el buen aprendizaje del médico.[cita requerida]

## Iatrogenia y caso fortuito
Distinto de la yatrogenia es el caso fortuito, ya que este último es aquel que no puede ser previsto o que, previéndolo, no puede ser evitado.
Ejemplo:
Si se le administra a una persona un medicamento cualquiera y esta resulta tener lo que se denomina idiosincrasia hacia ese fármaco, entonces la persona puede sufrir un estado de afección que puede llevarla hasta la muerte. Pero el idiosincrásico no sabe que es tal, ni el médico tiene forma alguna de saber quién puede ser idiosincrásico a determinado medicamento en forma anticipada, no hay estudio de laboratorio, radiografía ni análisis que puedan determinar a priori esta condición en una persona.[cita requerida]
El ingerir un medicamento y sufrir un daño en estas condiciones, resulta en un típico caso fortuito, pues no había forma humana alguna de saber que la persona era idiosincrásica a esa molécula y, aunque el médico puede tener siempre presentes en su mente este tipo de eventualidades, muchas veces no hay alternativa terapéutica alguna pues, si todos podemos ser idiosincrásicos a cualquier sustancia, entonces, no deberíamos ingerir nunca nada en ninguna circunstancia, demostratio ab absurdum que exime de cualquier comentario adicional.[cita requerida]

## Iatrogenia y mala praxis
La mala praxis es un concepto jurídico totalmente diferente de los anteriores y que implica a su vez la existencia de culpa jurídica, culpa que se expresa a través de la negligencia, la impericia, la imprudencia y/o la inobservancia de los deberes propios del cargo.
En este caso estamos en presencia de delitos culposos perfectamente tipificados en los códigos penales de muchas naciones; aquí existe un daño producto de una conducta culposa a expensas de un obrar displicente y sin el suficiente celo (la negligencia), de un obrar osado más allá de las exigencias de la circunstancia (la imprudencia), de un obrar sin las suficientes destrezas para concretarlo (la impericia), o de un obrar sin la observancia de las obligaciones intrínsecas a la tarea que se ejecuta (la inobservancia de los deberes inherentes al cargo).

## Iatrogenia y dolo
Ciertos delitos consumados con intención de provocar daño, que puede variar desde la lesión leve, hasta el homicidio, deben ser separados de la yatrogenia, pues en esta, desde luego, está excluida la intencionalidad.
Ejemplos de delito doloso:
- Un médico que planea el asesinato de una persona llevándolo a cabo mediante la administración de un fármaco en unas dosis intencionalmente excesivas, que lo tornan tóxico.
- Un cirujano que, operando a alguien a quien odia, por ejemplo por un asunto pasional, decide en el momento del acto quirúrgico, omitir algún procedimiento, o realizar otro inadecuado, siempre con intención de provocar daño, lesionando a ese paciente o matándolo.

## Iatrogenia e incumplimiento terapéutico
Aunque parezca obvio, debe también separarse de la yatrogenia el incumplimiento de terapéuticas en que incurren algunos pacientes, ya sea por desidia, por incomprensión, por temor o por algún fin inconfesable, tal como podría ser el obtener un rédito de alguna clase por la minusvalía o la incapacidad física que resultaría del incumplimiento del tratamiento indicado.
Ejemplos:
- Paciente accidentado, por ejemplo durante su jornada laboral, que tras ser operado de su lesión, conscientemente evita cumplir, por caso, con las pautas de la rehabilitación prescripta, con el fin de que sus secuelas físicas le permitan acceder al cobro de una indemnización.
- Personas que tras sufrir un accidente vial, realizan este tipo de comportamientos para acceder al cobro del seguro correspondiente en una suma que estiman más abultada que si hubieran tenido mayor grado de recuperación.
- Persona que prolonga su tratamiento, también por una intención inconfesable, hacen que incurra en el incumplimiento de las pautas del tratamiento indicado.

Es fácil comprender que en estos casos jamás podría hablarse de yatrogenia.

## Iatrogenia y abandono de tratamiento
En este caso, algo similar al anterior, el paciente también en forma desidiosa abandona su tratamiento, con los mismos elementos de motivación o no que en el caso precedente, pero a diferencia del anterior, aquí el paciente no incumple con las medidas terapéuticas prescriptas, sino que, lisa y llanamente hace un abandono de su tratamiento sin haber recibido el alta médica. En muchos de estos casos no hay un móvil inconfesable, sino simplemente una conducta orientada por abandono de sí o el temor ante prolongar el sufrimiento, que hacen que el paciente no termine su tratamiento.
Como en el caso precedente, aquí tampoco resulta aplicable el concepto de yatrogenia pues las secuelas que el paciente podría presentar no están asociadas inherentemente al tratamiento indicado, prescripto o administrado.